# Streichwitz
Streichwitz (niedersorbisch Stśěgojce) ist ein Ortsteil der Gemeinde Neuzelle im Landkreis Oder-Spree in Brandenburg.

## Geografie und Verkehrsanbindung

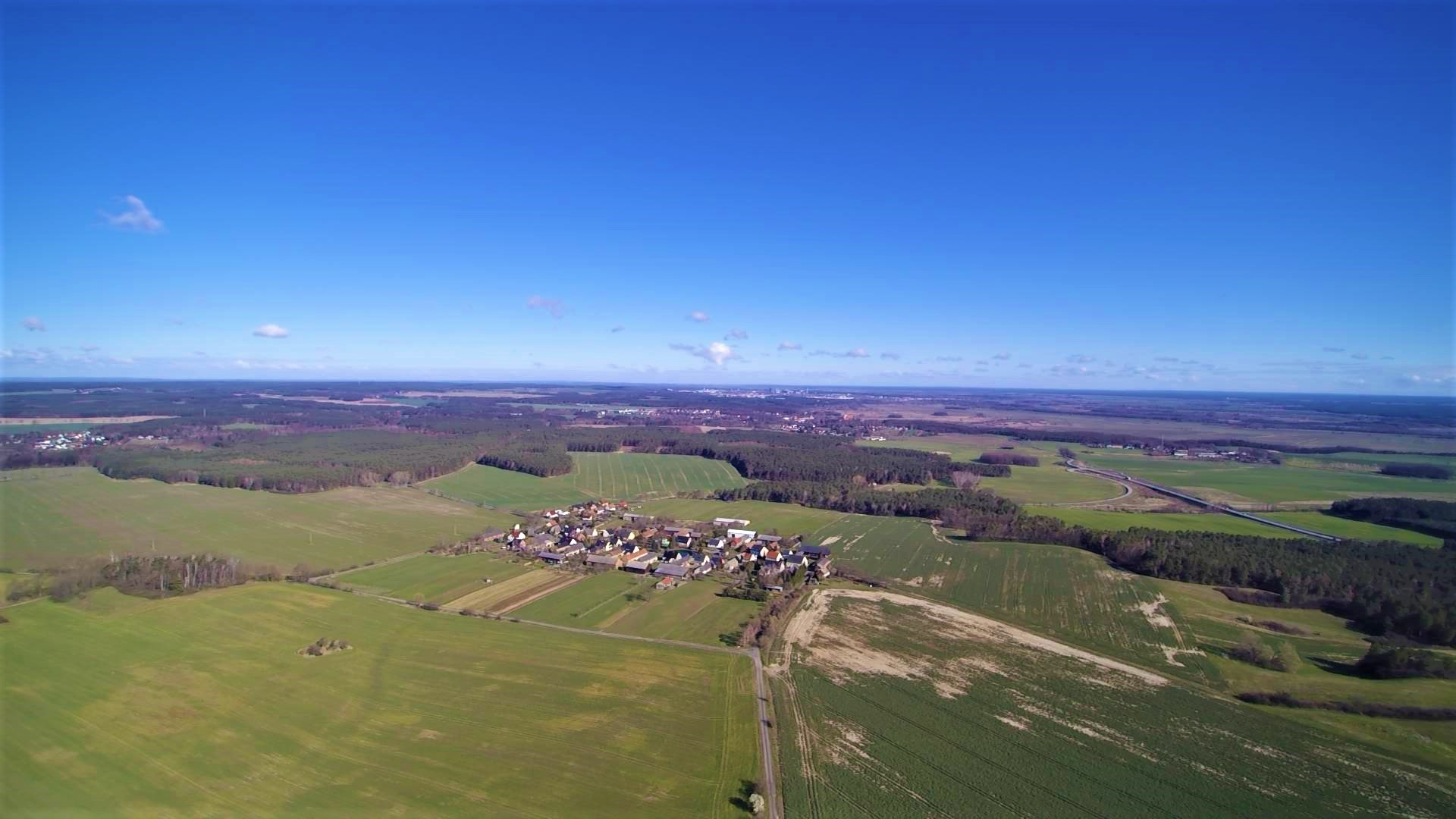
Luftbild von Streichwitz aus südlicher Richtung (2020) – Hinter dem Ort sind Neuzelle und Eisenhüttenstadt zu erkennen

Der Ort liegt an der K 6704, die B 112 verläuft am östlichen Ortsrand. Die Dorche, ein Fluss im Naturpark Schlaubetal, fließt unweit westlich. Südwestlich erheben sich die 130 m hohen Hutberge.

## Geschichte
Das Niederlausitzer Angerdorf wurde erstmals am 30. November 1370 als Strikwitz erwähnt, was auf den altsorbischen Personennamen +Stryjk (dt. „Onkel“) zurückgeht. Entgegen der 1928 durch Arnošt Muka angenommenen und etablierten sorbischen/wendischen Namensform ist als ursprüngliche altniedersorbische Namensform Stryjkowici (dt. „Siedlung der Leute des Stryjk“) anzunehmen.
Ebenso wie der Rest des ehemaligen Neuzeller Stiftsgebietes, gehört auch Streichwitz zum historischen Siedlungsgebiet der Lausitzer Sorben/Wenden. Diese westslawische Ethnie ging hier im Hochmittelalter allmählich in der deutschen Bevölkerung auf, die die Lausitz seit dem ersten Jahrtausend zu kolonisieren begann. Reste des ehemals lokalen (ost-)niedersorbischen/wendischen Dialektes fanden sich noch lange Zeit in der niederlausitzischen Mundart der Streichwitzer Dorfbevölkerung wieder.

## Sehenswürdigkeiten
Das Landschaftsschutzgebiet Dorchetal und Fasanenwald (Neuzelle) liegt nördlich.